# Кацабач
Кацабач (серб. Кацабаћ) — населённый пункт в общине Бойник Ябланичского округа Сербии.

## Население
Согласно переписи населения 2002 года, в селе проживало 668 человек (662 серба и 6 цыган).
| Численность населения | Численность населения | Численность населения | Численность населения | Численность населения | Численность населения | Численность населения | Численность населения |
| 1948                  | 1953                  | 1961                  | 1971                  | 1981                  | 1991                  | 2002                  | 2011                  |
| --------------------- | --------------------- | --------------------- | --------------------- | --------------------- | --------------------- | --------------------- | --------------------- |
| 1221                  | 1290                  | 1160                  | 1010                  | 876                   | 739                   | 668                   | 553                   |

## Религия
Согласно церковно-административному делению Сербской православной церкви, село относится к Бойницкому (Придворицкому) приходу Ябланичского архиерейского наместничества Нишской епархии.